# Bistroff
Bistroff är en kommun i departementet Moselle i regionen Grand Est (tidigare regionen Lorraine) i nordöstra Frankrike. Kommunen ligger i kantonen Grostenquin som tillhör arrondissementet Forbach. År 2022 hade Bistroff 312 invånare.

## Befolkningsutveckling
Antalet invånare i kommunen Bistroff
| Referens: INSEE |